# Sergentia baicalensis
Sergentia baicalensis är en tvåvingeart som beskrevs av Chernovskij 1949. Sergentia baicalensis ingår i släktet Sergentia och familjen fjädermyggor. Inga underarter finns listade i Catalogue of Life.